# Chuck Minert
Charles Minert, més conegut com a Chuck Minert   (Los Angeles, 17 de juliol de 1931 - 24 de setembre de 2016) i popularment al món de les curses com a Feets Minert, va ser un pilot de motociclisme nord-americà que va destacar en competició als Estats Units durant la dècada del 1950. Practicant de tota mena de modalitats, va excel·lir en les de fora d'asfalt i va ser un dels pioners al país del motocròs quan aquest s'hi estava introduint a mitjan dècada del 1960. Minert va córrer durant quasi tota la seva carrera amb suport de fàbrica de BSA i es va mantenir fidel a aquesta marca fins i tot quan les seves motos feia temps que havien quedat desfasades.
Chuck Minert fou incorporat a l'AMA Motorcycle Hall of Fame el 1999 i va rebre el premi Edison Dye a la trajectòria el 2014.

## Biografia
Minert es va comprar la seva primera moto, una AJS 350cc, el 1946, a quinze anys. Més tard es va comprar una Indian Scout de competició i es va apuntar a la seva primera cursa, un Hare and Hound que es corria prop de Newhall, a Santa Clarita (comtat de Los Angeles). El 1948 va començar a guanyar curses (la primera que va guanyar va ser un trial, amb l'AJS) i aviat va esdevenir un dels capdavanters a les curses de desert i als scrambles. Quan va fer els divuit va començar a competir en curses de flat track i TT als nombrosos circuits del sud de Califòrnia.
El 1951 va acabar segon al Catalina Grand Prix i gràcies a això va obtenir suport del distribuïdor de BSA Hap Alzina. Quan tot li anava de cara, va haver de deixar les competicions en allistar-se a la Marina en ocasió de la Guerra de Corea (1950-1953). Va estar-s'hi quatre anys i, un cop llicenciat el 1954, va tornar a les curses, tot i que més aviat com a hobby perquè aleshores ja estava casat i treballava de bomber del comtat de Los Angeles. Va participar, però, a les principals curses de la zona, com ara els "Enduros" Big Bear i Greenhorn, el Cactus Derby i els "Grand Prix" d'Elsinore, Hopetown i Catalina. Fou en aquest darrer on, el 1956, va aconseguir la victòria més destacada de la seva carrera. El Catalina Grand Prix (celebrat a l'illa Santa Catalina, a la costa de Los Angeles) era una de les curses més importants del país en aquella època; calia completar 100 milles en un circuit de 10 que barrejava carretera, pistes forestals i fins i tot travessava un camp de golf.
A finals de la dècada del 1960, les antigues curses de scramble havien desaparegut amb l'arribada del motocròs als Estats Units. Tot i que les BSA hi estaven en desavantatge davant les lleugeres Greeves i Husqvarna de dos temps, Minert va continuar competint amb la seva marca de sempre. Durant una de les primeres edicions de la Inter-AM va coincidir amb l'oficial de BSA Jeff Smith i el 1969, l'anglès el va convidar a anar a Anglaterra per a competir en curses de motocròs europees.
A començaments de la dècada del 1970, Minert, aleshores amb més de 40 anys, va esdevenir un dels millors pilots nord-americans a les curses de la Trans-AMA i va ser un dels pocs que va aconseguir puntuar en Nationals (curses del màxim nivell) tant de la Trans-AMA com de l'AMA Grand National. A la pel·lícula documental de 1971 On Any Sunday se'l pot veure pilotant la seva BSA durant la Trans-AMA de 1970. Més tard es va retirar de la competició professional, tot i que va continuar competint com a hobby fins a la vuitantena. Els anys 2001 i 2010 va guanyar el campionat del món de motocròs per a veterans (una cursa anual que se celebra al circuit de Glen Helen) en la categoria de majors de 70 anys.

## El malnom
Chuck Minert va començar a conduir motocicletes de ben jove. Sovint, passava per la botiga de motos LeBard & Underwood a tafanejar i fou allà on Jim Underwood, un dels dos propietaris, el va batejar amb el malnom de Feet ("peus") a causa de les botes de talla gran que duia, les quals destacaven en un noi petit i prim com ell. Amb el temps, al malnom de "Feet" s'hi va afegir una 's' final i, des d'aleshores, Minert va ser conegut arreu com a "Feets".